# رباط خان
رباط خان، روستایی از توابع بخش مرکزی شهرستان طبس استان خراسان جنوبی ایران است.
این روستا غربی ترین نقطه استان خراسان جنوبی از لحاظ مختصات جغرافیایی است.

## جمعیت
این روستا در دهستان منتظریه قرار داشته و بر اساس سرشماری سال ۱۳۸۵ جمعیت آن ۸۰ نفر (۲۷ خانوار) بوده‌است.